# Dödölle
A dödölle a magyar konyha egyik tájjellegű, laktató étele. Régen a szegények eledeleként tartották számon. Magyarország egész területén ismeretes a dödölle, csak épp máshogy nevezik, vagy kissé másképp készítik el. A dödölle főtt krumpliból és búzalisztből kikevert masszából készül. A zsírban lepirított "galuskákat" hagyományosan pirított hagymával és tejföllel tálalják, de ízlés szerint szalonnapörccel, tepertővel is lehet fogyasztani.

## Elnevezései
A palócoknál és Mátra alján ganca vagy krumplibukta néven ismert, Vas vármegyében dödölle, Zalában sok helyen a dödölle mellett krumpligánicának is hívják. Szabolcs-Szatmár-Bereg megyében cinke a neve. Borsodszentgyörgy településen krumpliganca néven ismert. Baranya és Somogy vármegyében gánicának nevezik.

## Dödölle a kultúrában
Nagykanizsán, a „Dödölle fővárosában” rendezik meg a kanizsai Bor- és Dödölle Fesztivált. 2006-ban a Guinness rekord kísérlet sikerrel járt, miszerint 2331 adag dödölle készült el. A Fesztiválra minden év szeptember elején kerül sor.
A dödölléről gyermekdal is szól:
Éliás, Tóbiás, egy tál dödölle,
Ettél belőle.
Kertbe mentek a tyúkok,
Mind megették a magot.